# Вальтер, Карл Сигизмунд
Карл Сигизмунд Вальтер (нем. Carl Sigismund Walther; 25 июля 1783, Дрезден — 1 ноября 1866, усадьба Катаринен, ныне волость Рапла, Эстония) — немецкий художник, работавший в Эстляндии.
Окончил Дрезденскую академию художеств, ученик Кайетана Тоскани и Иоганна Давида Шуберта. В 1809 году прибыл в Эстляндскую губернию как домашний учитель рисования детей Августа фон Коцебу в усадьбе Шварцен (ныне волость Мярьямаа, Эстония). Учил также живших по соседству Отто Фридриха Игнациуса и Густава Адольфа Гиппиуса, ставших художниками. Оставшись в Эстляндии на всю жизнь, в 1815—1850 гг. преподавал рисование в Домской школе. В 1818 году открыл первую в Ревеле литографскую мастерскую. В 1842 году был одним из учредителей Эстляндского литературного общества.
Вальтер был плодовитым портретистом (около 100 работ) и много занимался религиозной живописью, в том числе росписью алтарей в церквях Северной Эстонии. Работал также как художник-жанрист.
Был женат с 1813 года на Юлиане Элизабет фон Ден (1791—1832), дочери ревельского бургомистра Томаса Иоганна фон Дена. Сын, Карл Фридрих Сигизмунд Вальтер (1824—1870), был священником в деревне Виру-Яагупи (ныне волость Винни), внук Карл Фердинанд Сигизмунд Вальтер (1857—1920) — в деревне Люганузе. Внучка — Лилли Вальтер, эстонская художница.

Галерея
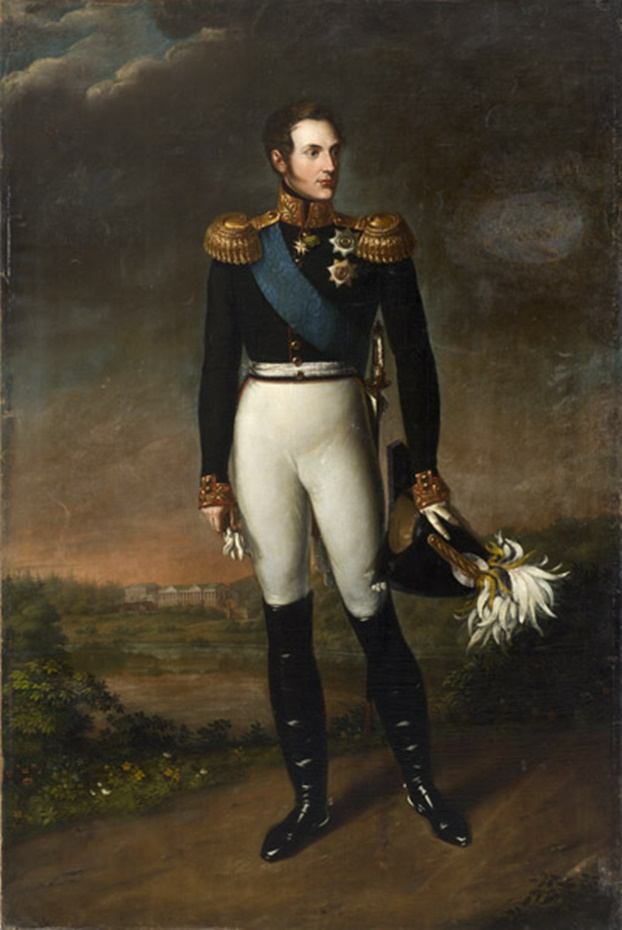
Император Николай I (1827)
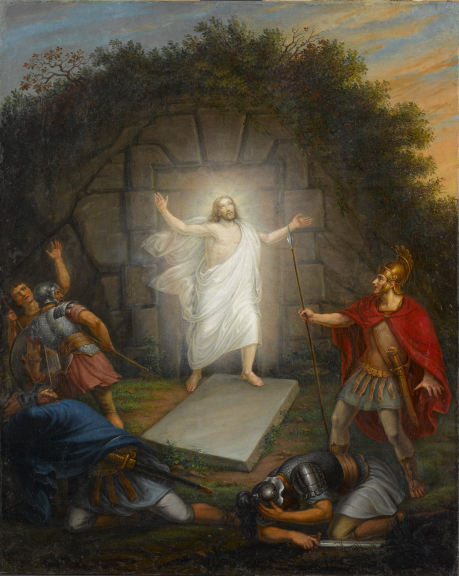
Воскресение Христа
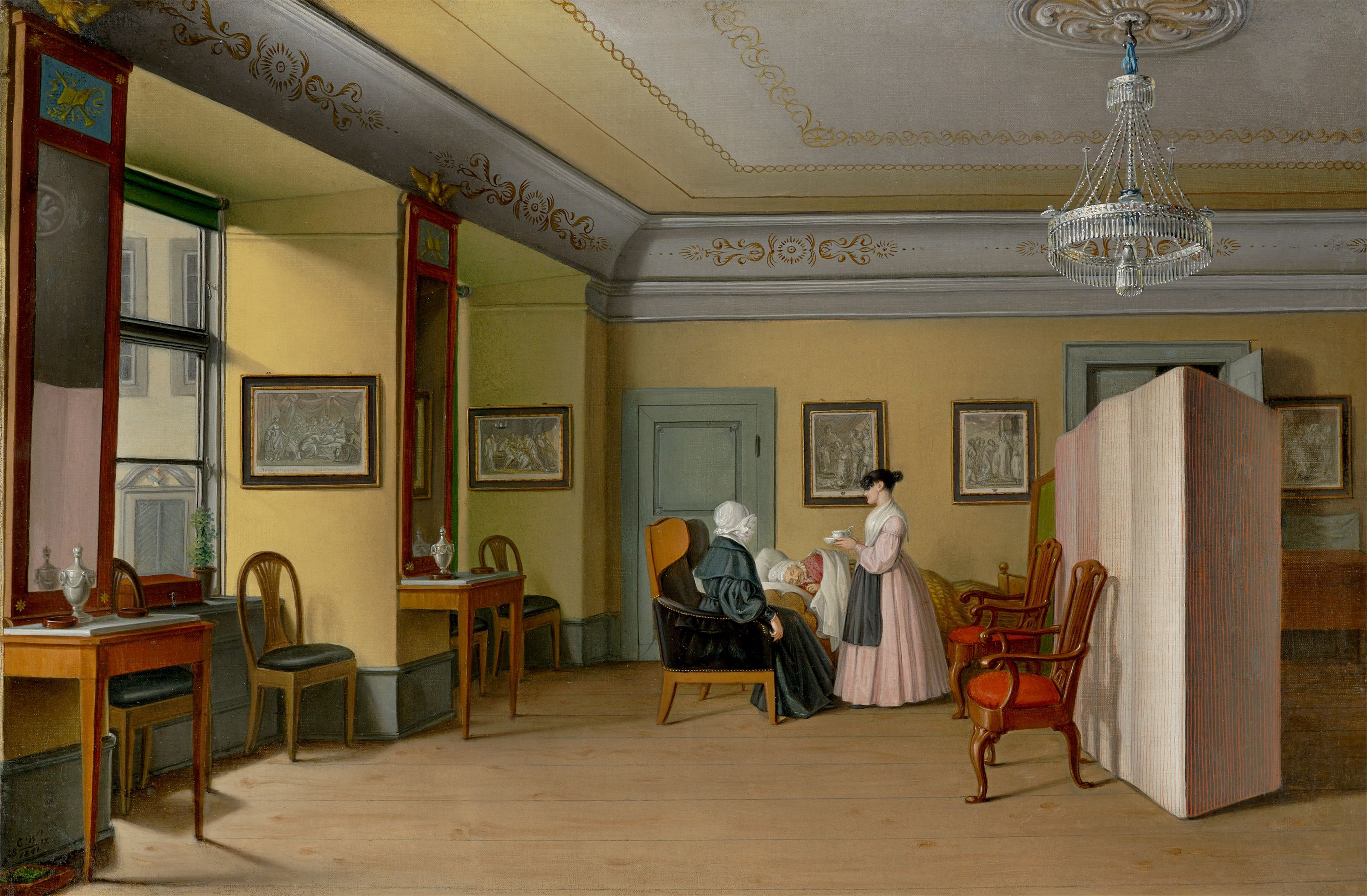
Сцена в доме Блумов (1841)